# Бушати
Бушати (на албански: Bushatllinjtë), по-известни като Бушатлии са изтъкната фамилия от района на Шкодренското езеро по време на османско владичество, в периода между 1757 – 1831 г. 
Фамилията Бушати, по различни данни, има свои предци доста назад в историята на този регион и по-специално сред известните късно-средновековни феодални местни фамилии Църноевичи и Кастриоти, съответно владетели на Зета и Северна Албания.
Бушати са санджакбейове на Шкодренския санджак, по-късно Шкодренски пашалък. През 1831 г. последният представител на фамилията е лишен от власт, като следствие от известните реформи на Махмуд II.
В близост до Шкодра се намира едноименното село Бушати, а през 40-те години на 19 век в Шкодра е отворена и библиотека Бушати.